# Louchi
Louchi (rusky Ло́ухи, karelsky Louhi) jsou sídlo městského typu v Karelské republice v Ruské federaci. Při sčítání lidu v roce 2010 měly bezmála pět tisíc obyvatel. 

## Poloha a doprava
Louchi leží přibližně přibližně 500 kilometrů severně od Petrozavodsku, hlavního města Karelské republiky. Je obklopen několika jezery, z nichž některými protéká řeka Kereť, přítok Kandalakškého zálivu.
Sedm kilometrů západně od města je oblastně důležitá silniční křižovatka. Prochází tudy od jihu k severu hlavní větev dálnice R21 „Kola“ z Petrohradu do Koly, na kterou se od západu připojuje její místní větev vedoucí přes Pjaozerskij k finsko-ruské státní hranici směrem na Kuusamo.
Také zde vede ve stejných směrech železnice - v jihoseverním z Petrohradu do Murmansku hlavní elektrifikovaná trať, Murmanská železniční magistrála, od které se zde odpojuje 102 kilometrů dlouhá nákladní trať do Pjaozerského.

## Dějiny
Osídlení zde vzniklo v roce 1913 v souvislosti s výstavbou Murmanské železniční magistrály, na které zde bylo postaveno nádraží. Jméno je odvozeno od Louhi, postavy z finské mytologie vystupující například v Kalevale.
Od roku 1944 má obec status sídlo městského typu.
V roce 1978 poblíž obce Vojska protivzdušné obrany SSSR zasáhla raketou a přiměla k přistání let Korean Air 902.